# Isla Vozrozhdeniya
La isla Vozrozhdeniya (en ruso: Возрождения, Renacimiento) era la principal de un grupo ubicadas al interior del Mar de Aral (literalmente «Mar de Islas»). Originalmente se encontraba al lado uzbeko del mismo, pero ahora, se trata de una península compartida por Kazajistán, al norte y Uzbekistán al sur. Esta particularidad se debe a que en 1960, la Unión Soviética decidió desviar parte del agua de dos ríos: el Amu Daria y el Sir Daria; para poder desarrollar cultivos de regadío en el desierto de Asia Central. El nivel del mar comenzó a disminuir y finalmente, la isla se unió por completo al continente en 2002.
Vozrozhdeniya se ha visto altamente afectada por el ántrax.

## Instalaciones de armas biológicas
En 1948 se construyó un laboratorio soviético secreto de armas biológicas que formaba parte de las 18 instituciones de la agencia de guerra biológica Biopreparat junto a Kantubek, en la isla; que actualmente es una península y territorio en disputa entre Kazajistán y Uzbekistán. Los detalles concretos sobre la historia, las funciones y la situación actual de estas instalaciones no han sido revelados aún. La base fue abandonada en 1992 tras la desintegración del ejército soviético. Diversas expediciones científicas demostraron que ese lugar se había utilizado para la producción, pruebas y también el desecho de armas biológicas. Estos fueron limpiados, gracias a un proyecto internacional conjunto para limpiar los vertederos, en particular los de carbunco. Aunque algunas fuentes especularon que este podía ser el origen del bacilo usado para los ataques con carbunco en 2001, en la actualidad ha quedado extensivamente establecido que este carbunco procede de la conocida cepa Ames utilizada en el USAMRIID norteamericano y otros países aliados de los Estados Unidos.

## En la cultura popular

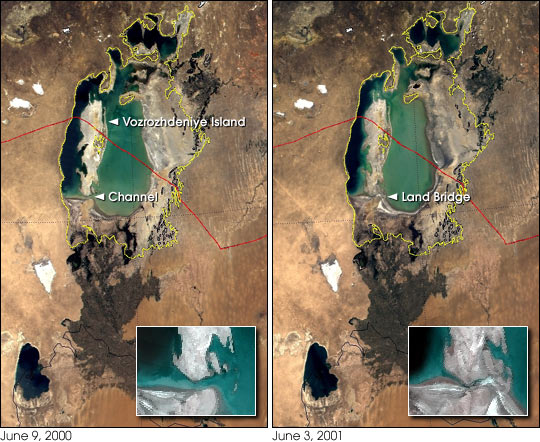
Momento en que la isla Vozrozhdeniya se convierte en una península (finales de 2000-comienzos de 2001).

- En el videojuego Call of Duty: Black Ops, su protagonista viaja a esta isla, donde se almacenaban y transportaban armas biológicas (en este caso, el gas venenoso ficticio Nova 6).
- En el videojuego Call of Duty Warzone, es añadido como mapa jugable con la llegada de Call of Duty Black Ops: Cold War siendo originalmente administrada por Viktor ‘Stitch’ Kuzmin